# Waleri Nikolajewitsch Karassjow
Waleri Nikolajewitsch Karassjow (russisch Валерий Николаевич Карасёв; * 23. September 1946 in Moskau, Russische SFSR, Sowjetunion) ist ein ehemaliger russisch-sowjetischer Kunstturner.

## Sportliche Karriere
Waleri Karassjow gehörte im Alter von 22 Jahren der sowjetischen Riege bei den Olympischen Spielen 1968 in Mexiko-Stadt an und gewann zusammen mit Michail Woronin, Sergej Diomidow, Wiktor Klimenko, Wiktor Lissizki und Waleri Iljinych die Silbermedaille.
Bei den Weltmeisterschaften 1966 in Dortmund wurde Karassjow mit der sowjetischen Mannschaft Vizeweltmeister. Vier Jahre später wurde er bei den Weltmeisterschaften 1970 in Ljubljana mit der sowjetischen Mannschaft erneut Vizeweltmeister.

## Privates
Karassjow war von 1966 bis 1976 mit der russischen Turnerin und Olympiasiegerin von 1968 Olga Karassjowa verheiratet.